# Граве, Владимир Иванович
Владимир Иванович Граве (15 июня 1934, Ростов-на-Дону — 1 июня 1982, Москва) — советский киноактёр и кинорежиссёр.
Родился 15 июня 1934 года в Ростове-на-Дону, сын главного военного прокурора закавказского военного округа Алексея Маслакова. Фамилию получил от отчима — известного инженера-изобретателя Ивана Платоновича Граве.
В 1960 году окончил Щукинское училище (1960). Работал несколько лет в Центральном детском театре, снимался в эпизодах кинофильмов: «Полосатый рейс», «Гусарская баллада» и др.
С 1968 года, после окончания режиссёрских курсов при телевидении — кинорежиссёр телеобъединения «Экран»; снимал телевизионные версии балетов, работал с Майей Плисецкой, Людмилой Семеняка, Надеждой Павловой и другими звёздами балета — телеэкранизации балетов: «Озорные частушки» (1970), «Доктор Айболит» (1971), «Половецкие пляски» (1971), «Вальпургиева ночь» (1971), «Паганини» (1974), «Жизель» (1975), «Шопениана» (1977); телефильмы-концерты: «Дуэт молодых» (1977), «Жизнь в танце» (1978); был режиссёром-постановщиком музыкального фильма «Балет Игоря Моисеева». За фильм «Спартак» получил премию Парижской Академии танца.
Скончался 1 июня 1982 года в Москве. Похоронен на 8-м участке Кунцевского кладбища (старая территория).
Был дважды женат и дважды разведён. Первая жена — актриса Галина Самохина, вторая — ведущая балерина Большого театра Галина Козлова (род. 1947).